# Botswana i olympiska sommarspelen 1984
Botswana deltog i de olympiska sommarspelen 1984 med en trupp bestående av sju deltagare, men ingen av landets deltagare erövrade någon medalj.

## Friidrott
Herrarnas 400 meter
- Joseph Ramotshabi
  - Heat — 48,11 (→ gick inte vidare)

Herrarnas maraton
- Wilson Theleso — 2:29:20 (→ 55:e plats)
- Johnson Mbangiwa — 2:48:12 (→ 76:e plats)
- Bigboy Matlapeng — fullföljde inte (→ ingen placering)